# أنتوني جوزيف دريكسل بيدل جونيور
أنتوني جوزيف دريكسل بيدل جونيور (بالإنجليزية: Anthony Joseph Drexel Biddle, Jr.) هو دبلوماسي أمريكي، ولد في 17 ديسمبر 1897 في فيلادلفيا في الولايات المتحدة، وتوفي في 13 نوفمبر 1961 في واشنطن العاصمة في الولايات المتحدة.

## وصلات خارجية
- أنتوني جوزيف دريكسل بيدل جونيور على موقع مونزينجر (الألمانية)
- أنتوني جوزيف دريكسل بيدل جونيور على موقع إن إن دي بي (الإنجليزية)